# Добрая Надия (Николаевская область)
Добрая Надия (укр. Добра Надія) — село в Витовском районе Николаевской области Украины.
Население по переписи 2001 года составляло 52 человека. Почтовый индекс — 57242. Телефонный код — 512. Занимает площадь 15 км².

## Местный совет
57242, Николаевская обл., Витовский р-н, пос. Коларовка, ул. Парниковая, 1, тел.: 60-99-94